# 강 (소설)
《강》(江)은 서정인의 단편소설로, 1968년 《창작과비평》에 발표되었다. 세련된 문체와 통일된 구성원리를 보여주며, 작품 속에 그려진 세계는 이러한 문체가 만들어 내는 쓸쓸한 분위기로 채워져 있다. 

## 등장인물

### 김씨
늙은 대학생으로, 가난과의 싸움에서 패배하여 고통스럽고 초라한 현실을 살아가고 있다.

### 박씨
전직교사이자 하숙집 주인으로, 군대기피 콤플렉스를 갖고 있으며 자신의 삶을 자랑하지만 서서히 자신의 비애의 모습을 확인한다.

### 이씨
세무서 주사로, 농담을 자주 하는 세속적 인물이다.

### 여자
술집작부로, 결혼한 신부를 부러워하며 신부가 되는 꿈을 꾼다.

## 참고 문헌
- 강 서정인 | 문학과지성사 | 1997.07.31 | 336p | ISBN : 8932000069